# أندرو هيوز (سياسي)
أندرو هيوز (بالإنجليزية: Andrew Hughes)‏ هو سياسي أسترالي، ولد في 21 يناير 1902 في أستراليا، وتوفي في 1 يوليو 1996. حزبياً، نشط في حزب العمال الأسترالي. وقد انتخب عضو الجمعية التشريعية فيكتوريا.